# Crelan-Euphony
Crelan-Euphony (código UCI: CRE) fue un equipo ciclista belga de categoría Profesional Continental participando fundamentalmente en el UCI Europe Tour. Además, estuvo integrado dentro del programa del pasaporte biológico de la UCI desde el inicio de este y tenía una "Wild Card" durante los dos años que se exigió, por lo que pudo participar en las carreras del UCI WorldTour (anteriormente UCI World Ranking) a las que fue invitado.

## Historia del equipo
El equipo fue fundado en 1995 bajo el nombre de Tönissteiner-Saxon, sucediendo al equipo suizo Saxon-Selle Italia ya encabezado por Gérard Bulens, director del equipo desde su creación. En 2001, tomó el nombre de su principal patrocinador, el banco cooperativo belga Crédit Agricole, pero tomó el nombre Landbouwkrediet (Crédit Agricole en neerlandés), debido a que ya había un equipo ciclista francés llamado Crédit Agricole, patrocinado por el mismo banco.
Participó tres veces en el Giro de Italia desde 2002 a 2004 y en la edición de 2003, el ucraniano Yaroslav Popovych fue el mejor joven y terminó 3º en la clasificación individual.
Después de ser parte de la segunda división de equipos de ciclismo de 1995 a 2002, en las temporadas 2003 y 2004 ascendió a la primera división y desde la creación de los Circuitos Continentales UCI en 2005, pertenece a la categoría Profesional Continental.
En los últimos años el rendimiento del equipo de ruta no fue el mismo. Esto se vio compensado en parte por la actuación en cyclo-cross de Sven Nys, quién logró varios Superprestige y la Copa del Mundo de Ciclocrós.
Tras 20 años en las carreteras, el equipo desaparece a finales de 2013.

## Corredor mejor clasificado en las Grandes Vueltas
| Año  | Giro de Italia         | Tour de Francia | Vuelta a España |
| ---- | ---------------------- | --------------- | --------------- |
| 1992 | -                      | -               | -               |
| 1993 | -                      | -               | -               |
| 1994 | -                      | -               | -               |
| 1995 | -                      | -               | -               |
| 1996 | -                      | -               | -               |
| 1997 | -                      | -               | -               |
| 1998 | -                      | -               | -               |
| 1999 | -                      | -               | -               |
| 2000 | -                      | -               | -               |
| 2001 | -                      | -               | -               |
| 2002 | 12.º Yaroslav Popovych | -               | -               |
| 2003 | 3.º Yaroslav Popovych  | -               | -               |
| 2004 | 5.º Yaroslav Popovych  | -               | -               |
| 2005 | -                      | -               | -               |
| 2006 | -                      | -               | -               |
| 2007 | -                      | -               | -               |
| 2008 | -                      | -               | -               |
| 2009 | -                      | -               | -               |
| 2010 | -                      | -               | -               |
| 2011 | -                      | -               | -               |
| 2012 | -                      | -               | -               |
| 2013 | -                      | -               | -               |

## Material ciclista
El equipo utiliza bicicletas Colnago.

## Sede
La sede del equipo se encuentra en el municipio de Drogenbos, en la provincia del Brabante Flamenco.

## Clasificaciones UCI
La Unión Ciclista Internacional elaboraba el Ranking UCI de clasificación de los ciclistas y equipos profesionales.
Hasta el año 1998, la clasificación del equipo y de su ciclista más destacado fue la siguiente:
| Año  | Clasificación por equipos | Mejor corredor   | Posición |
| 1997 | 40.º                      | Ludo Dierckxsens | 116.º    |
| 1998 | 56.º                      | Hans De Meester  | 286.º    |

A partir de 1999 y hasta 2004 la UCI estableció una clasificación por equipos divididos en tres categorías (primera, segunda y tercera). La clasificación del equipo fue la siguiente:
| Año  | Categoría | Clasificación por equipos | Mejor corredor    | Posición |
| 1999 | Segunda   | 20.º                      | Michel Vanhaecke  | 109.º    |
| 2000 | Segunda   | 25.º                      | Michel Vanhaecke  | 128.º    |
| 2001 | Segunda   | 29.º                      | Michel Vanhaecke  | 248.º    |
| 2002 | Segunda   | 4.º                       | Yaroslav Popovych | 74.º     |
| 2003 | Primera   | 28.º                      | Yaroslav Popovych | 39.º     |
| 2004 | Primera   | 22.º                      | Yaroslav Popovych | 65.º     |

A partir de 2005 la UCI instauró los Circuitos Continentales UCI, donde el equipo está desde que se creó dicha categoría, registrado dentro del UCI Europe Tour. Estando en las clasificaciones del UCI Europe Tour Ranking y UCI Asia Tour Ranking. Las clasificaciones del equipo y de su ciclista más destacado son las siguientes:
| Año                     | Clasificación por equipos | Mejor corredor      | Posición |
| 2005 (Europe Tour)      | 9.º                       | Nico Sijmens        | 10.º     |
| 2005-2006 (Europe Tour) | 15.º                      | Bert De Waele       | 13.º     |
| 2006-2007 (Europe Tour) | 11.º                      | Andy Cappelle       | 16.º     |
| 2007-2008 (Europe Tour) | 23.º                      | Bert De Waele       | 32.º     |
| 2008-2009 (Europe Tour) | 25.º                      | Bert De Waele       | 36.º     |
| 2009-2010 (Europe Tour) | 19.º                      | Frédéric Amorison   | 122.º    |
| 2010-2011 (Asia Tour)   | 51.º                      | Baptiste Planckaert | 256.º    |
| 2010-2011 (Europe Tour) | 7.º                       | Aidis Kruopis       | 10.º     |
| 2011-2012 (Asia Tour)   | 42.º                      | Kevin Claeys        | 113.º    |
| 2011-2012 (Europe Tour) | 19.º                      | Davy Commeyne       | 87.º     |
| 2012-2013 (Asia Tour)   | 25.º                      | Joeri Stallaert     | 52.º     |
| 2012-2013 (Europe Tour) | 20.º                      | Sébastien Delfosse  | 47.º     |

Tras discrepancias entre la UCI y los organizadores de las Grandes Vueltas, en 2009 se tuvo que refundar el UCI ProTour en una nueva estructura llamada UCI World Ranking, formada por carreras del UCI World Calendar; y a partir del año 2011 uniéndose en la denominación común del UCI WorldTour. El equipo siguió siendo de categoría Profesional Continental pero tuvo derecho a entrar en ese ranking los dos primeros años por adherirse al pasaporte biológico.
| Año  | Clasificación por equipos | Mejor corredor en la clasificación individual | Posición |
| 2009 | 32.º                      | Bert De Waele                                 | 201.º    |
| 2010 | 30.º                      | Bert De Waele                                 | 97.º     |

## Palmarés
Para años anteriores, véase Palmarés del Crelan–Euphony

### Palmarés 2013

#### Circuitos Continentales UCI
| Fechas           | Circuito                  | Carreras                          | Ganador             |
| 5 de mayo        | UCI Europe Tour 2012-2013 | Circuito de Valonia               | Sébastien Delfosse  |
| 12 de mayo       | UCI Europe Tour 2012-2013 | Vuelta a Colonia                  | Sébastien Delfosse  |
| 14 de septiembre | UCI Europe Tour 2012-2013 | De Kustpijl                       | Egidijus Juodvalkis |
| 9 de noviembre   | UCI Asia Tour 2013-2014   | 8.ª etapa del Tour del Lago Taihu | Jonathan Breyne     |

## Plantilla
Para años anteriores, véase Plantillas del Crelan-Euphony

### Plantilla 2013
| Nombre              | Nacimiento | Nacionalidad | Equipo 2012                        |
| Frédéric Amorison   | 16/02/1978 | Bélgica      | Landbouwkrediet                    |
| Vincent Baestaens   | 18/06/1989 | Bélgica      | Landbouwkrediet                    |
| Koen Barbé          | 20/01/1981 | Bélgica      | Landbouwkrediet                    |
| Jonathan Breyne     | 04/01/1991 | Bélgica      | Landbouwkrediet                    |
| Joeri Bueken        | 01/03/1991 | Bélgica      | Landbouwkrediet                    |
| Kevin Claeys        | 26/03/1988 | Bélgica      | Landbouwkrediet                    |
| Sébastien Delfosse  | 29/11/1982 | Bélgica      | Landbouwkrediet                    |
| Gilles Devillers    | 12/02/1985 | Bélgica      | Landbouwkrediet                    |
| Reinier Honig       | 28/10/1983 | Países Bajos | Landbouwkrediet                    |
| Kurt Hovelynck      | 02/06/1981 | Bélgica      | Landbouwkrediet                    |
| Egidijus Juodvalkis | 08/04/1988 | Lituania     | Landbouwkrediet                    |
| Sven Nys            | 17/06/1976 | Bélgica      | Landbouwkrediet                    |
| Kevin Peeters       | 05/02/1987 | Bélgica      | Landbouwkrediet                    |
| Baptiste Planckaert | 28/09/1988 | Bélgica      | Landbouwkrediet                    |
| Christophe Prémont  | 22/11/1989 | Bélgica      | Wallonie Bruxelles-Crédit Agricole |
| Joeri Stallaert     | 25/01/1991 | Bélgica      | Landbouwkrediet                    |
| Stijn Steels        | 21/08/1989 | Bélgica      | EFC-Omega Pharma-Quick.Step        |
| Klaas Sys           | 30/11/1986 | Bélgica      | Bridgestone Anchor                 |
| Pieter Van Herck    | 08/09/1991 | Bélgica      | Neoprofesional                     |
| Sven Vanthourenhout | 14/01/1981 | Bélgica      | Landbouwkrediet                    |
| Maxime Vantomme     | 08/03/1986 | Bélgica      | Katusha Team                       |